# 小松礼雄
小松礼雄（日语：こまつ あやお，1976年1月28日—）是一名日本一级方程式赛车工程师，目前担任哈斯车队的车队领队。

## 早期生活
小松礼雄出生于日本东京都立川市，他的父亲是日本贝多芬研究学者和政治运动家小松雄一郎。1994年，高中毕业的小松礼雄前往英国，在华威大学读预科，次年考入英国罗浮堡大学的汽车工程学专业。1999年大学毕业，并在同年结识同在英国进行三级方程式比赛的佐藤琢磨。

## 职业生涯
2003年，小松礼雄受到佐藤琢磨的推荐加入了一级方程式的英美车队，担任轮胎工程师。2006年，他加入雷诺车队担任性能工程师。2010年，他成为維塔利·佩特羅夫的赛事工程师。当雷诺宣布退出一级方程式的时候，小松礼雄继续留在团队中，成为新车队路特斯车队的一员，他从2012年开始担任罗曼·格罗斯让的比赛工程师。2015年，他成为车队的首席赛事工程师。2016年，他随格罗斯让加入了新成立的哈斯车队，并继续担任车队首席赛事工程师。2019年，他被提升为车队工程方面的技术总监。2024年1月11日，哈斯车队宣布领队京特·施泰纳离开车队立即生效，小松礼雄将担任车队新领队。

## 著作
- 2019，《エンジニアが明かすF1の世界》，ISBN 978-4809414879